# 39e Groupe-brigade du Canada
Le 39e Groupe-brigade du Canada ou 39 GBC (en anglais : 39 Canadian Brigade Group ou 39 CBG) est un regroupement d'unités de la Colombie-Britannique de la Première réserve des Forces canadiennes, sous le commandement du Secteur de l'Ouest de la Force terrestre. Ses quartiers-généraux sont à Vancouver. Le groupe-brigade emploie au total environ 1 500 militaires à travers 11 unités, dont 90 % de réservistes.

## Unités relevant du39eGroupe-brigade du Canada

### The British Columbia Regiment (Duke of Connaught's Own) (RCAC)
The British Columbia Regiment (Duke of Connaught's Own) (RCAC), littéralement « Le régiment de Colombie-Britannique du Duke de Connaught (RCAC) », est un régiment blindé de la réserve basé au Beatly Street Drill Hall, à Vancouver, en Colombie-Britannique. Le régiment prend naissance en 1866 sous le nom de Seymour Artillery Company, et occupe le rôle de reconnaissance blindée depuis 1965. Le régiment a accumulé 34 honneurs de batailles au cours de son histoire. Il fait partie du Royal Canadian Armoured Corps depuis 1942.

### The British Columbia Dragoons
The British Columbia Dragoons, littéralement « Les Dragons de Colombie-Britannique », est un régiment blindé de la réserve, composé de deux escadrons, l'un à Kelowna en compagnie du quartier-général, l'autre à Vernon. Le régiment prend forme sous le nom de Mounted Canadian Rifles en 1908. Il occupe aujourd'hui le rôle de reconnaissance blindée.

### The Rocky Mountain Rangers
The Rocky Mountain Rangers, littéralement « Les Rangers de la Montangne Rocheuse », est un régiment d’infanterie légère de la réserve, basé au manège militaire JR Vicars à Kamloops en Colombie-Britannique.